# Elīna Garanča
Elīna Garanča (pronunțat ga-ran-ča) (n. 16 septembrie 1976, Riga, Republica Sovietică Socialistă Letonă, URSS) este o mezzo-soprană letonă de mare succes internațional. E născută la 16 septembrie 1976 și a debutat în București în 1997. Este supranumită „La perfetta”.

## Biografia și cariera muzicală
S-a născut în Riga, capitala Letoniei, într-o familie de muzicieni. În 1996 a intrat la Academia Letonă de Muzică, unde a studiat cantoul cu Sergej Martinov. Și-a continuat studiile la Viena, Austria, cu Irina Gavrilovici, și în SUA cu Virginia Zeani. Cariera ei de profesionistă a început în 1997 în cadrul unui turneu al Operei din Riga la București și Atena, Grecia, în rolul Giovannei Seymour din opera "Anna Bolena" de Donizetti. A cântat apoi la Teatrul de Stat al Turingiei de Sud din orașul Meiningen, Germania, după care a cântat și la Opera din Frankfurt. În 1999 a câștigat concursul Mirjam Helin Singing Competition în Helsinki, Finlanda.
Primul succes mare internațional l-a avut în anul 2003 la Festivalul din Salzburg, Austria (Salzburger Festspiele) în rolul lui Annio din opera La clemenza di Tito de Mozart, dirijată de Nikolaus Harnoncourt. Imediat după acesta au urmat contracte și roluri importante, ca de exemplu Charlotte în opera Werther de Massenet și Dorabella în opera Così fan tutte de Mozart la Opera de Stat din Viena (2004), apoi iarăși Dorabella - la Paris (2005). În 2006 a cântat din nou în La clemenza di Tito, de data asta rolul lui Sesto. La 12 ianuarie 2008 Garanča și-a făcut debutul și la Metropolitan Opera ("MET") din New York, SUA, în rolul lui Rosina din opera "Bărbierul din Sevilla" (Il barbiere di Siviglia) de Rossini.
Iată ce scrie jurnalistul Bernard Holland în ziarul The New York Times, despre debutul ei fulminant: "Ms. Garanca is the real thing (...) Modern singing techniques adapt with difficulty to Rossini’s early-19th-century emphasis on speed, lightness and athletic articulation, and Ms. Garanca was the only one onstage sounding completely comfortable. The lyric passages sang out; the episodes of racecourse delivery were fully in hand."  (în traducere: D-na Garanča este adevărata cântăreață. Tehnicile moderne de cântat se adaptează cu greu la viteza, ușurința și articulațiile atletice din operele lui Rossini de la începuturile secolului al XIX-lea, dar lui Garanča acestea i-au reușit deosebit de bine, fiind singura de pe scenă care a lăsat o impresie sonoră perfectă. Pasajele lirice le-a cântat excepțional, dar a stăpânit integral și episoadele de mare viteză.)
Actualmente (2010) Garanča performează la MET în rolul principal din opera Carmen de Georges Bizet, bineînțeles în l. franceză.
Este căsătorită cu dirijorul Karel Mark Chichon.